# وي وي (لاعبة كرة سلة)
وي وي (بالصينية: 魏伟) (6 أكتوبر 1989 بشانشي في الصين - ) هي لاعبة كرة سلة صينية في مركز الوسط، شاركت في 2007 FIBA Asia Championship for Women ‏ والألعاب الأولمبية الصيفية 2012 و2011 FIBA Asia Championship for Women ‏.

## وصلات خارجية
- وي وي على موقع الاتحاد الدولي لكرة السلة (الإنجليزية)
- وي وي على موقع كرة السلة الأوروبية.كوم (الإنجليزية)
- وي وي على موقع بروبوليرز (الإنجليزية)
- وي وي على موقع سبورتس رفرنس (الإنجليزية)
- وي وي على موقع اللجنة الأولمبية الدولية (الإنجليزية)
- وي وي على موقع أوليمبيديا (الإنجليزية)
- وي وي على موقع اللجنة الأولمبية الصينية (الإنجليزية)